# Финска на Светском првенству у атлетици на отвореном 2017.
Финска је учествовала на Светском првенству у атлетици на отвореном 2017. одржаном у Лондону од 4. до 13. августа шеснаести пут, односно учествовала је на свим првенствима до данас. Репрезентацију Финске представљали су 12 учесника (7 мушкараца и 5 жена) у 10 дисциплина (5 мушких и 5 женских).,
На овом првенству такмичари Финске нису освојили ниједну медаљу. У табели успешности према броју и пласману такмичара који су учествовали у финалним такмичењима (првих 8 такмичара) Финска је са 1 учесником у финалу делила 53. место са 4 бода.
| Плас. | Земља  | 1. место | 2. место | 3. место | 4. место | 5. место | 6. место | 7. место | 8. место | Бр. финал. | Бод. |
| ----- | ------ | -------- | -------- | -------- | -------- | -------- | -------- | -------- | -------- | ---------- | ---- |
| =53.  | Финска | 0        | 0        | 0        | 0        | 1        | 0        | 0        | 0        | 1          | 4    |

## Учесници
| Мушкарци: - Алекси Ојала — Ходање 50 км - Јарко Кинунен — Ходање 50 км - Вели-Мати Партанен — Ходање 50 км - Арту Пајулахти — Скок удаљ - Симо Липсанен — Троскок - Давид Седерберг — Бацање кладива - Теро Питкемеки — Бацање копља | Жене: - Ане-Мари Хирилаинен — Маратон - Камила Ричардсон — 3.000 м препреке - Линда Сандблом — Скок увис - Мина Никанен — Скок мотком - Кристина Макела — Троскок |  |

## Резултати

### Мушкарци
| Атлетичар          | Дисциплина     | Лични рекорд | Квалификације   | Квалификације   | Полуфинале   | Полуфинале  | Финале                | Финале       | Детаљи |
| Атлетичар          | Дисциплина     | Лични рекорд | Резултат        | Место           | Резултат     | Место       | Резултат              | Место        | Детаљи |
| ------------------ | -------------- | ------------ | --------------- | --------------- | ------------ | ----------- | --------------------- | ------------ | ------ |
| Алекси Ојала       | 50 км ходање   | 3:46:25      |                 |                 |              |             | 3:47:20 ЛРС           | 14 / 38 (54) |        |
| Јарко Кинунен      | 50 км ходање   | 3:46:25      | 3:55:44 ЛРС     | 23 / 38 (54)    |              |             |                       |              |        |
| Вели-Мати Партанен | 50 км ходање   | 3:49:00      | Дисквалификован | Дисквалификован |              |             |                       |              |        |
| Арту Пајулахти     | Скок удаљ      | 8,10         | 7,49            | 16. у гр. А     |              |             | Нису се квалификовали | 29 / 31 (32) |        |
| Симо Липсанен      | Троскок        | 17,14 НР     | 16,54           | 9. у гр. А      | 29 / 31 (32) |             | Нису се квалификовали |              |        |
| Давид Седерберг    | Бацање кладива | 78,83        | 73.76           | 10. у гр. А     | 15 / 32      |             | Нису се квалификовали |              |        |
| Теро Питкемеки     | Бацање копља   | 91,53        | 85,97 КВ        | 2. у гр. А      | 86,94        | 5 / 31 (32) |                       |              |        |

### Жене
| Атлетичарка         | Дисциплина       | Лични рекорд | Квалификације | Квалификације | Полуфинале   | Полуфинале | Финале                | Финале       | Детаљи |
| Атлетичарка         | Дисциплина       | Лични рекорд | Резултат      | Место         | Резултат     | Место      | Резултат              | Место        | Детаљи |
| ------------------- | ---------------- | ------------ | ------------- | ------------- | ------------ | ---------- | --------------------- | ------------ | ------ |
| Ане-Мари Хирилаинен | Маратон          | 2:32:19      |               |               |              |            | 2:35:33               | 25 / 78 (92) |        |
| Камила Ричардсон    | 3.000 м препреке | 9:41,73      | 10:07,04      | 12. у гр. 2   |              |            | Нису се квалификовале | 36 / 43 (45) |        |
| Линда Сандблом      | Скок увис        | 1,94         | 1,80          | 15. у гр. Б   | 29 / 29 (30) |            | Нису се квалификовале |              |        |
| Мина Никанен        | Скок мотком      | 4,61 д, НР   | 4,55 кв       | 11. у гр. А   | 20 / 24 (31) |            | Нису се квалификовале |              |        |
| Кристина Макела     | Троскок          | 14,24        | 13,93         | 6. у гр. А    | 16 / 26      |            | Нису се квалификовале |              |        |